# صلبان الاستحقاق البحري
صلبان الاستحقاق البحري (بالإسبانية: Cruces del Mérito Naval) هي جائزة عسكرية إسبانية عن الشجاعة أو الجدارة في الحرب أو السلام.  ويُمنح لأعضاء القوات البحرية الإسبانية أو الحرس المدني أو المدنيين.

## التاريخ والإسناد
صدر في 3 آب 1866 من قبل الملكة إيزابيلا الثانية باعتباره وسام الاستحقاق البحري (الإسبانية: Orden del Mérito Naval) وتم تعديله عدة مرات (في 1918 و 1926 و 1931 و 1938 و 1942 و 1976 و 1995 و 2003 و 2007).  وخلال الحرب الأهلية الإسبانية تم الاعتراف به من قبل طرفي الصراع.  وتم مُنحه في الأصل في أربعة فئات، وفي الوقت الحاضر فقد رتبة وسام الاستحقاق وتم تخفيض عدد الفئات إلى فئتين وتم زيادة عدد الاصناف إلى أربعة.
حسب الانظمة الحالية، يتم منح الزخرفة في الفئات التالية:
- الصليب الكبير: للجنرالات والأميرالات (العميد البحري) أو الموظفين المدنيين من رتبة معادلة.
- الصليب: إلى الضباط الآخرين، وإلى رتب غير المكلفيين أو ما يقابلها من الموظفين المدنيين.

الاصناف كالتالي:
- مع زخرفة حمراء: (con distintivo rojo: مع شارة حمراء)، للشجاعة أو الأفعال أو الأعمال أو الخدمة أثناء نزاع مسلح أو عمليات عسكرية تنطوي على استخدام القوة المسلحة وقد تتطلب مهارات عسكرية أو مهارات قيادية كبيرة؛  ومنذ عام 2007، يمكن منحه لأعمال الشجاعة أثناء مهمة في الخارج وللجنود الذين قتلوا خلال هذه المهمة.
- مع زخرفة زرقاء: (con distintivo azul: مع شارة زرقاء)، للإجراءات أو الأحداث أو الخدمات غير العادية بما في ذلك العمليات الناتجة عن تفويض من الأمم المتحدة أو من المنظمات الدولية الأخرى.
- مع زخرفة صفراء: (con distintivo amarillo: مع شارة صفراء)، للأفعال أو الأعمال أو الخدمة التي تنطوي على مخاطر شخصية عالية وفي حالات الإصابة الخطيرة أو الوفاة الناتجة عن هذه الإجراءات أو الخدمة.
- مع زخرفة بيضاء: (con distintivo blanco: مع شارة بيضاء)، للأفعال أو الأعمال أو الخدمة المتميزة أثناء المهمات أو الخدمة العادية أو غير العادية في القوات المسلحة أو فيما يتعلق بالدفاع عن البلاد.

كما يمكن للشخص نفسه الحصول على عدة جوائز من أكثر فئة ومن أكثر من صنف.

## الشارة والأشرطة
تحتوي الزخرفة على شكل صليب يوناني بذراعين مصقولين باللون الأحمر في فئة الزخرفة الحمراء وأبيض في الفئات المتبقية. وتحتوي شارات الزخرفة الزرقاء والزخرفة الصفراء على أشرطة ضيقة إضافية باللون الأزرق أو الأصفر على الأذرع السفلية والجانبية.  ثم يعلو الجزء العلوي من الذراع تاج ملكي إسباني وله قرص لنقش تاريخ المنح. ويحمل الدرع المركزي المستدير للجانب الآخر شعار النبالة في قشتالة وليون وأراغون ونافار وغرناطة (حتى عام 2003 شعارات النبالة البديلة من قشتالة وليون فقط)؛ ويوجد في المنتصف درع بيضاوي أزرق (شعار النبالة) من بيت بوربون أنجو. وفي الخلف توجد حروف "MM" (ميريتو ميليتار) على خلفية حمراء.  ويتم ارتداء الصليب على شريط على الجانب الأيسر من الصدر.  ويشار إلى كل جائزة لاحقة بواسطة شريط مع كتابة تاريخ منح هذه الجائزة على الشريط.
للصليب الكبير نفس شكل الصليب الموصوف أعلاه ولكن يتم ارتداؤه على وشاح على الكتف الأيمن. والنجمة المضافة إلى فئة الصليب الكبير مطلية بالذهب، ولها ثمانية رؤوس، مع وجود الصليب عليها.  ويوجد حاليًا بين ذراعي الصليب أبراج بديلة (قشتالة) وأسود (ليون).